# Antoine-Elie Elwart
Antoine-Elie Elwart (francès: Antoine Elwart)  (París, 19 de novembre de 1808 - 18è districte de París, 14 d'octubre de 1877) fou un compositor i musicòleg francès.
Fou nen de cor de l'església de Saint Eustaque, i després en el conservatori, tenint per mestres a Anton Reicha, Jean-François Lesueur i François-Joseph Fétis, fundant el 1828 els Concerts d'emulació. El 1831 assolí el segon gran premi i el 1834 el primer, i des de 1832 fou professor adjunt d'harmonia, on tingué entre altres alumnes a la neerlandesa Hermina Maria Dijk, Jean-Grégoire Pénavaire, Charles Casimir Manry, Laurent de Rillé i el compositor i pianista català Andreu Avel·li Valentí, Olivier Métra i Édouard Colonne, càrrec que desenvolupà en propietat des de 1840 fins a 1871, en què abandonà l'ensenyança.
També havia dirigit els Concerts de Santa Cecília i els de la sala del carrer de La Vivienne. Dotat d'una fecunditat extraordinària, va escriure nombroses misses, motets, oratoris i diversos Tedèum, salves cantates, himnes, simfonies, quartets, trios i les òperes Les catalans, La reina de Saba i Les chercheurs de d'or.
A més se li deuen: Théorie musicale (París, 1830), Duprez, sa vie artistique (París, 1838), Petit manual d'harmonie (París, 1839), Le chanteur accompagnateur (París, 1844) Traité de contrapoint et de la fugue, Essai sut la transposition, L'harmonie musicale (poema, París 1853), Etudes elémentaires de musique, amb la col·laboració de Burnet i Damour; Solfége du jeune àge, Le contrapoint et la fugue appliqués au style idéal, Essai sur la composition chorale, Histoire des concerts populaires de musique classique (París, 1864), i nombrosos articles en l'Encyclopédie du dix-neuvième siècle, en la Gazette musicale, de París, i altres revistes.

## Curiositats
Pels concerts i conferències que donava tot sovint a París, tenia com a il·lustrador al violinista sevillà Palatín y Garfia el qual havia contractat l'any 1872, just acabar la guerra francoprussiana.